# Richard Harper
Richard Harper (* 1949 in Detroit) ist ein US-amerikanischer Jazzmusiker (Piano, Keyboard, Posaune, Baritonhorn, Gesang), Arrangeur und Hochschullehrer.

## Leben und Wirken
Harper studierte Musikethnologie und Komposition an der Wesleyan University;  anschließend erwarb er den Master an der Manhattan School of Music und den Ph. D. am Union Institute and University. Im Laufe seiner Karriere arbeitete Harper mit Makanda Ken McIntyre, Jabbo Ware, Fred Ho, Bill Laswell, Archie Shepp, Jaki Byard und mit Anthony Braxtons Tricentric Orchestra sowie mit den Vokalgruppen The Four Tops und The Miracles. Er war außerdem als musikalischer Leiter für Off-Broadway- und regionale Theater tätig und arrangierte für zahlreiche Tanz-, Theater- und Musik-Produktionen. Er unterrichtete zunächst im American Music, Dance and Theater Program der SUNY Old Westbury, gegenwärtig an der New School und der Aaron Copland School of Music am Queens College. Harper leitet im Rahmen seiner Lehrtätigkeit das Vokalensemble Jazz Voices.

## Diskographische Hinweise
- Wildflowers – The New York Jazz Loft Sessions (Douglas, 1976) mit Ken McInytre, Andrei Strobert, Andy Vega
- Ken McIntyre: Introducing the Vibrations (SteepleChase, 1976)
- Material: The Third Power (Axiom, 1991)
- David Bindman: Adzenyah in There: A Tribute Concert (DVD, 2003 Wesleyan University)